# Municipio de Chapman (condado de Clinton)
El municipio de Chapman (en inglés: Chapman Township) es un municipio ubicado en el condado de Clinton en el estado estadounidense de Pensilvania. En el año 2000 tenía una población de 993 habitantes y una densidad poblacional de 3.9 personas por km².

## Geografía
El municipio de Chapman se encuentra ubicado en las coordenadas 41°25′00″N 77°45′09″O / 41.41667, -77.75250.

## Demografía
Según la Oficina del Censo en 2000 los ingresos medios por hogar en la localidad eran de $29,500 y los ingresos medios por familia eran de $36,458. Los hombres tenían unos ingresos medios de $30,682 frente a los $20,337 para las mujeres. La renta per cápita de la localidad era de $13,140. Alrededor del 11,2% de la población estaba por debajo del umbral de pobreza.